# Amphipyra distincta
Amphipyra distincta är en fjärilsart som beskrevs av Rothschild 1920. Amphipyra distincta ingår i släktet Amphipyra och familjen nattflyn. Inga underarter finns listade i Catalogue of Life.